# 賀川照子
賀川 照子（かがわ てるこ、1975年3月20日 - ）は、日本のタレント・元女子プロレスラー。身長158cm、体重49kg、血液型A型。東京都大田区出身。医師の家系に育ち、幼稚園から高校まで田園調布雙葉学園に通う。東洋英和女学院大学および早稲田大学第一文学部仏文科卒業。早大在学中に中国武術を学びはじめ、吉本女子プロレスに応募したことがデビューのきっかけとなった。

## 経歴・戦歴
2001年4月8日、アストレス1期生として東京・ディファ有明の対大森彩乃戦でデビュー。
2002年3月にアストレスを卒業しリングを離れていたが、8月に選手活動を再開。
2003年1月にアップルみゆきとの王座決定戦を制しJd'ジュニア王座を獲得。同年11月23日にJDスター女子プロレスを退団。しばらくフリーとして活動後2005年2月、アントニオ小猪木戦後に西口プロレスに入団、7月3日に賀川照子引退興行を行いプロレスラーとしては引退。NEO女子プロレスのリングアナウンサー、代表などを歴任し、現在、西口プロレスやYouTubeのプロレス番組のアシスタントとして活動している。
その他、各種キャラクターショーの司会などを勤めるが、プリキュアKidsの専任司会者として、2005年3月から2006年1月まで，2006年9月から12月まで，および2007年5月から、各地のステージに出演。

## 得意技
- コルバタ投げ

## 舞台出演
- コルバタ「向かう先は青コーナー」（2015年4月2日 - 5日、東京・戸野廣浩司記念劇場） [1]